# Jason Aalon Butler
Jason Aalon Alexander Butler (Inglewood, 17 luglio 1985) è un cantante e musicista statunitense, noto per la sua militanza in gruppi come Letlive., Fever 333 e Pressure Cracks.
Butler è noto per le sue performance sul palcoscenico, che coinvolgono movimenti non-stop ad alta energia, le routine di danza, la distruzione di oggetti sul palco, il frequente crowd surfing e le arrampicate.

## Biografia

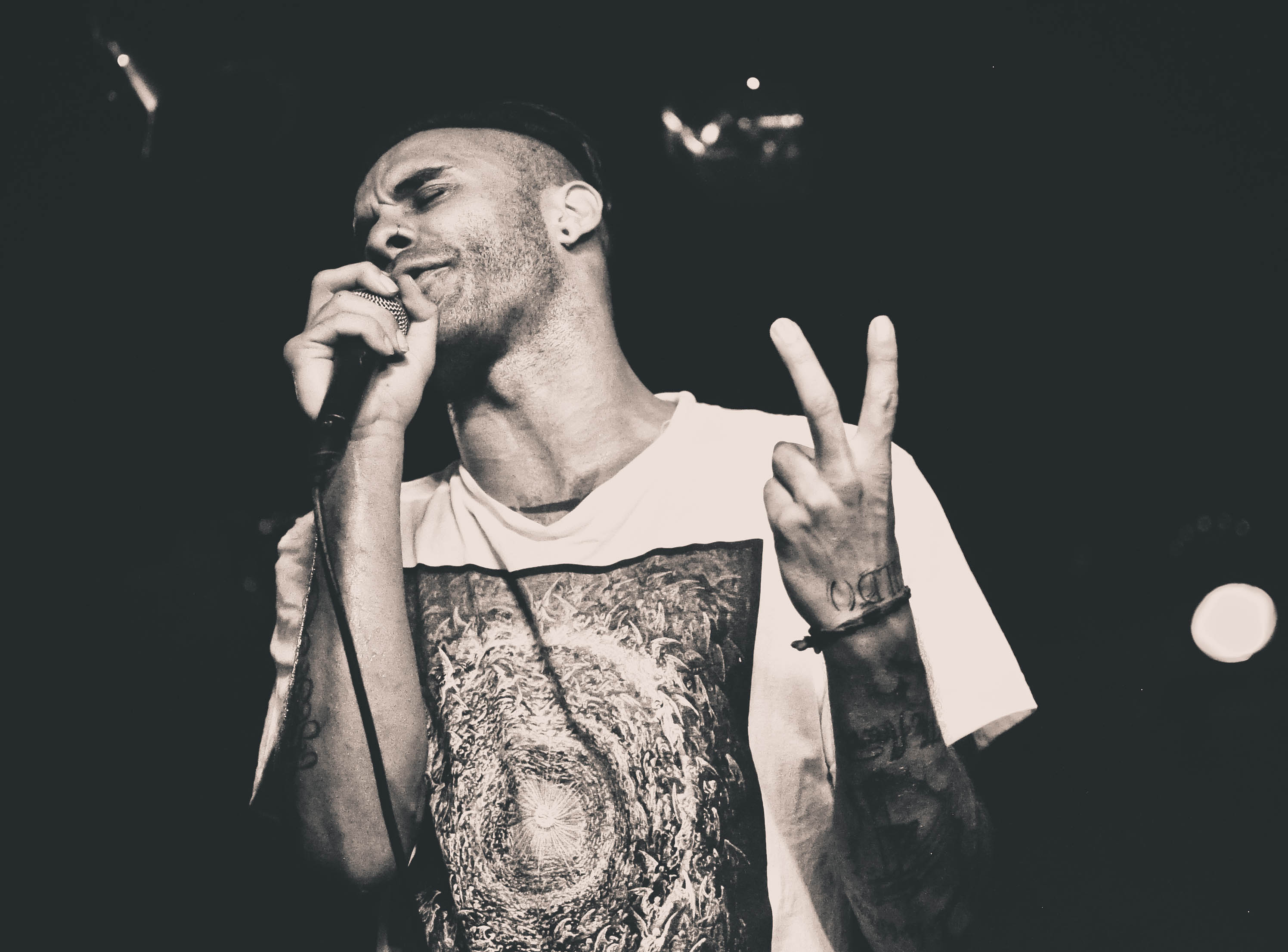
Jason Aalon Butler con la band Letlive. nel 2011

Jason Butler è nato e cresciuto a Inglewood, dove è stato costretto a maturare più velocemente di molti suoi coetanei. È figlio di Aalon Butler, cantante del gruppo soul Aalon. Butler trascorse molto tempo lontano da suo padre, poiché era costantemente impegnato con la sua carriera musicale. Con suo padre costantemente impegnato con la sua band, Aalon, e la madre in cura per la leucemia, fu lasciato ad allevare la sorella da solo. Ha dichiarato in diverse interviste che vorrebbe avere figli e dare loro l'infanzia che non gli è mai stata concessa a causa dei suoi genitori. Cresciuto con un padre di colore e una madre bianca di Glasgow, Scozia, Butler scoprì che aveva problemi ad adattarsi a qualsiasi bambino bianco della scuola elementare, poiché chiedevano sempre perché sua madre fosse bianca e suo papà no.

## Carriera
Crescendo con il padre nella scena musicale, la musica è sempre stata una parte essenziale della vita di Butler, sebbene sia stato suo zio scozzese a introdurlo alla musica rock. Gli ha comprato l'album "Sixteen Stone" di Bush e "OK Computer" dei Radiohead. Ha dichiarato che i Bush sono ancora la sua band preferita. Altre prime ispirazioni includono artisti come James Brown e Michael Jackson.

### Letlive.
Butler si unì a Keeyan Majdi, Alex Haythorn, Christian Johansen e Ben Sharp nel 2002 per formare letlive., Una band post-hardcore con base a Los Angeles. La band ha pubblicato cinque lungometraggi e ha firmato con Epitaph Records. Ogni traccia contiene testi che provengono da esperienze personali che Butler non è stato in grado di dire in nessun altro modo che attraverso la musica. Butler afferma che in Fake History lui era "un po' più preoccupato di dire certe cose, ma mi sfidò a dire quelle cose in The Blackest Beautiful ". Il quarto e ultimo album della band, intitolato If I'm The Devil, è stato rilasciato il 10 giugno 2016. Il 28 aprile 2017, la band ha annunciato lo scioglimento attraverso i social media. Butler era l'unico membro originale rimasto dei Letlive. al momento dello scioglimento.

### Fever 333

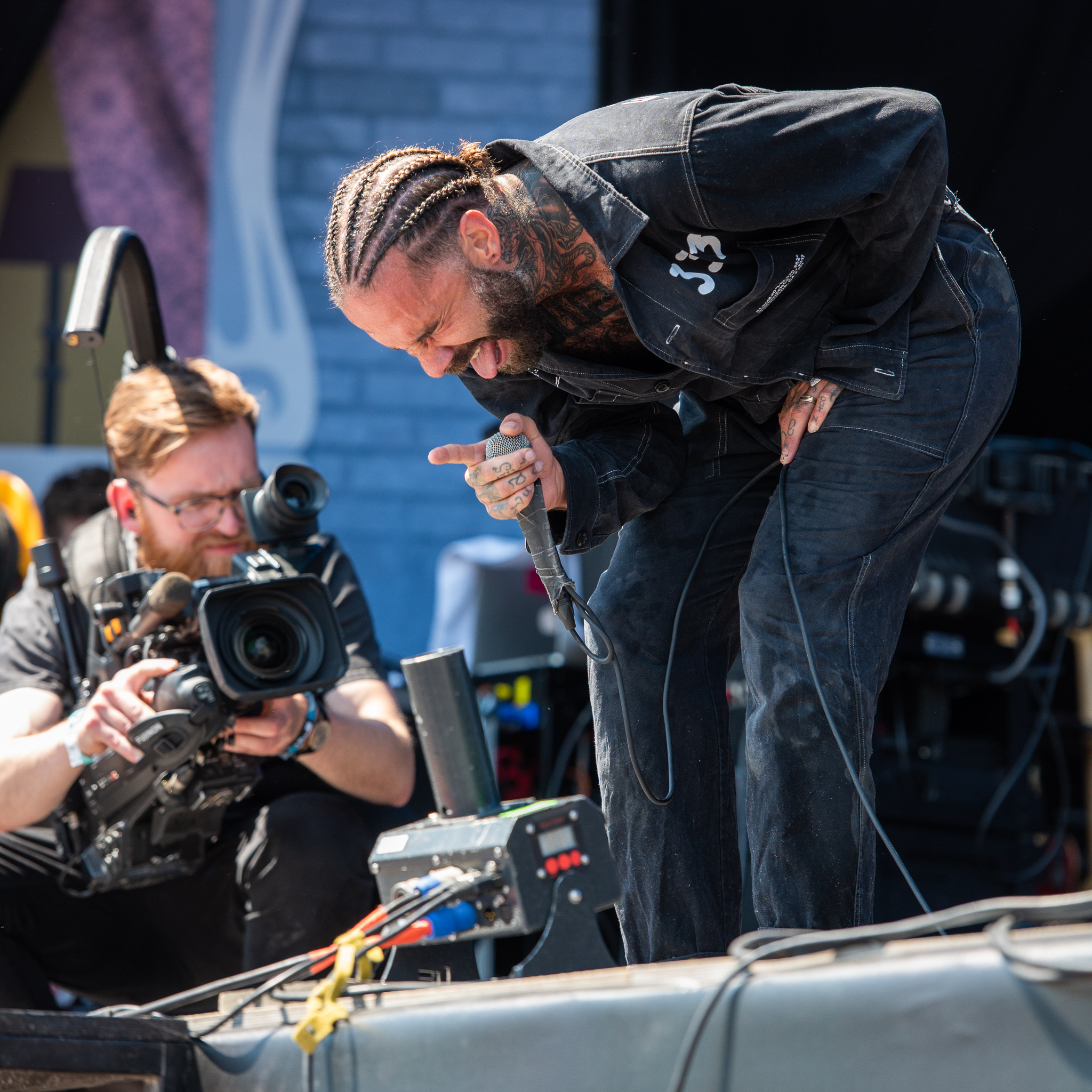
Butler con i Fever 333 nel 2019

Dopo la rottura con i Letlive., nel 2017 Butler ha fondato i Fever 333 insieme all'ex chitarrista dei The Chariot, Stephen Harrison, e il batterista dei Night Verses, debuttando dal vivo nel mese di luglio nel parcheggio di un negozio di ciambelle. Il 12 agosto 2017 il trio ha presentato attraverso SoundCloud il brano di debutto We're Coming In, il cui testo prende di mira le azioni della polizia statunitense. Il 23 marzo 2018 è uscito l'EP di debutto Made an America, seguito il 18 maggio 2019 dal primo album Strength in Numb333rs, quest'ultimo promosso da un tour internazionale con i Bring Me the Horizon e i Thrice.

## Gentlemen in Real Life
Butler ha creato la sua linea di abbigliamento chiamata "Gentlemen in Real Life" o GIRL. In un'intervista a Blunt Magazine, Butler ha dichiarato che, essendo cresciuto senza niente, è sempre stato appassionato di moda e abbigliamento. Il suo artista per la linea, Jonathan Whitehead, è un rinomato artista conosciuto in tutto il South Bay.
Ogni settimana l'azienda distribuisce un nuovo articolo, che va dall'abbigliamento e accessori, al sapone e agli oli.

## Vita privata
Butler segue uno stile di vita sano, in un'intervista a Noisey, Butler ha dichiarato di essere sobrio fin dall'infanzia, perché non gli piaceva lo "strano modo di pensare" provocato dalle droghe. Ha dichiarato che il suo comportamento spericolato "può apparire spericolato o sembrare auto-abbandono, ma sono semplicemente io che mi concedo di provare qualcosa che, crescendo, non sono mai riuscito a sentire" e non crede nell'esecuzione di atti che causino danni ad altri.
Nel settembre 2014 Butler ha sposato la musicista neozelandese Gin Wigmore, dalla quale ha avuto un figlio tre anni più tardi.

## Discografia

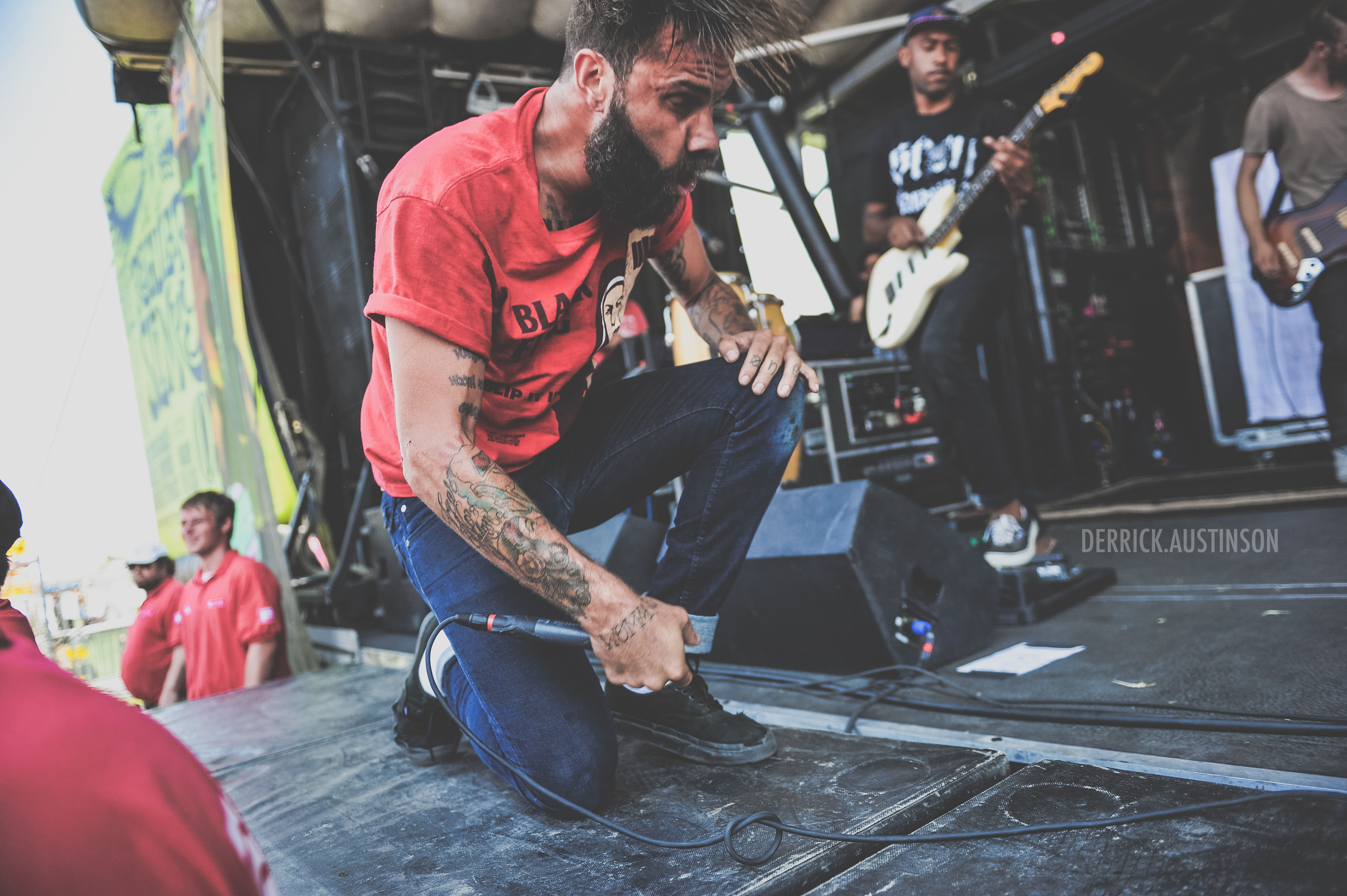
Jason Butler al Warped Tour nel 2013

### Da solista
Singoli
- 2018 – Fact Check
- 2020 – Bulletproof
- 2020 – Broken Dreams (Stress-Dommage-Insomnie) (con i Fresno)
- 2024 – Losing My Grip (con gli Enter Shikari)

### Con i Letlive.
- 2005 – Speak Like You Talk
- 2010 – Fake History
- 2013 – The Blackest Beautiful
- 2016 – If I'm the Devil...

### Con i Fever 333
- 2018 – Made an America (EP)
- 2019 – Strength in Numb333rs
- 2020 – Wrong Generation (EP)
- 2024 – Darker White

### Con i Pressure Cracks
- 2018 – Pressure Cracks (EP)
- 2020 – This Is Called Survival (EP)